# Chaetoclusia longefilata
Chaetoclusia longefilata är en tvåvingeart som beskrevs av Axel Leonard Melander och Agro 1924. Chaetoclusia longefilata ingår i släktet Chaetoclusia och familjen träflugor.
Artens utbredningsområde är Panama. Inga underarter finns listade i Catalogue of Life.